# Linda Angounou
Christelle Linda Angounou Ngouayaka (née le 27 juin 2003), est une athlète camerounaise, spécialiste du 400 mètres haies. 

## Carrière
En 2022, Linda Angounou termine quatrième de la finale du 400 mètres haies des Championnats d'Afrique à Maurice avant de remporter la médaille de bronze aux Jeux de la solidarité islamique à Konya.
Elle remporte la médaille d'or du relais 4 × 100 mètres et deux médailles d'argent, sur 400 mètres haies et en relais 4 × 400 mètres aux Jeux de la Francophonie de 2023 à Kinshasa,. Elle est médaillée de bronze du 400 mètres haies aux Jeux africains de 2023 à Accra.
Aux repêchages des Jeux olympiques de Paris, elle abaisse son record national à 55 s 09, mais ce temps ne suffit pas à accéder aux démi-finales.

## Palmarès
| Date | Compétition                     | Lieu         | Résultat | Épreuve          | Temps         |
| ---- | ------------------------------- | ------------ | -------- | ---------------- | ------------- |
| 2022 | Championnats d'Afrique          | Saint-Pierre | 4e       | 400 mètres haies | 58 s 97       |
| 2022 | Jeux de la solidarité islamique | Konya        | 3e       | 400 mètres haies | 57 s 92       |
| 2023 | Jeux de la Francophonie         | Kinshasa     | 1re      | 4 × 100 mètres   | 44 s 78       |
| 2023 | Jeux de la Francophonie         | Kinshasa     | 2e       | 400 mètres haies | 56 s 68       |
| 2023 | Jeux de la Francophonie         | Kinshasa     | 2e       | 4 × 400 mètres   | 3 min 40 s 84 |
| 2024 | Jeux africains                  | Accra        | 3e       | 400 mètres haies | 56 s 41       |
| 2024 | Championnats d'Afrique          | Douala       | 3e       | 400 mètres haies | 56 s 48       |

## Records
| Épreuve          | Temps        | Lieu  | Date        |
| ---------------- | ------------ | ----- | ----------- |
| 400 mètres haies | 55 s 09 (NR) | Paris | 5 août 2024 |